# Desigualdad de la suma de Chebyshov

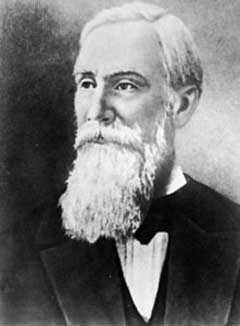
Por el título de esta.￼Ayuda

(Para la desigualdad utilizada en probabilidad, ver la Desigualdad de Bienaymé-Chebyshov)
La  desigualdad de la suma de Chebyshov, debe su nombre al matemático ruso Pafnuti Chebyshov.

## Formulación
La desigualdad de la suma de Chebyshov establece que si:
{\displaystyle a_{1}\geq a_{2}\geq \cdots \geq a_{n}}
y
{\displaystyle b_{1}\geq b_{2}\geq \cdots \geq b_{n},}
entonces:
{\displaystyle {1 \over n}\sum _{k=1}^{n}a_{k}\cdot b_{k}\geq \left({1 \over n}\sum _{k=1}^{n}a_{k}\right)\left({1 \over n}\sum _{k=1}^{n}b_{k}\right).}
Del mismo modo, si:
{\displaystyle a_{1}\leq a_{2}\leq \cdots \leq a_{n}}
y
{\displaystyle b_{1}\geq b_{2}\geq \cdots \geq b_{n},}
entonces:
{\displaystyle {1 \over n}\sum _{k=1}^{n}a_{k}b_{k}\leq \left({1 \over n}\sum _{k=1}^{n}a_{k}\right)\left({1 \over n}\sum _{k=1}^{n}b_{k}\right).}

## Demostración
Considérese la suma:
{\displaystyle S=\sum _{j=1}^{n}\sum _{k=1}^{n}(a_{j}-a_{k})(b_{j}-b_{k}).}
Si las dos secuencias no se incrementan, entonces:
aj − ak y
bj − bk
tienen el mismo signo para cualquier j, k. Por lo tanto S ≥ 0.
Resolviendo los paréntesis, se deduce que:
{\displaystyle 0\leq 2n\sum _{j=1}^{n}a_{j}b_{j}-2\sum _{j=1}^{n}a_{j}\,\sum _{k=1}^{n}b_{k},}
donde:
{\displaystyle {\frac {1}{n}}\sum _{j=1}^{n}a_{j}b_{j}\geq \left({\frac {1}{n}}\sum _{j=1}^{n}a_{j}\right)\,\left({\frac {1}{n}}\sum _{j=1}^{n}b_{k}\right).}
Una demostración alternativa se puede obtener con el procedimiento de reordenación de desigualdad.

## Versión continua
También hay una versión continua de la desigualdad de la suma Chebyshov:
Si f y g son funciones de variable real integrables en el intervalo [0,1], pero no crecientes, o ambas no decrecientes, entonces:
{\displaystyle \int _{0}^{1}f(x)g(x)dx\geq \int _{0}^{1}f(x)dx\int _{0}^{1}g(x)dx,\,}
con la desigualdad invertida si una función es no creciente y la otra es no decreciente.